# Orelia Rocha
Orelia Rocha Baricio (Montemorelos, 23 de noviembre de 1879 - Monterrey, 29 de octubre de 1975) fue una periodista y pedagoga mexicana.Formó parte del grupo de mujeres fundadoras del primer Club Femenino de Servicio de Monterrey.

## Biografía
Cuando cumplió 15 años se fue a Estados Unidos a realizar estudios superiores de inglés en el Winthrop College en Carolina del Sur, con un grupo de misioneras. Al regresar a Monterrey comenzó a dar clases en el Colegio Internacional, la Escuela Normal de Profesoras y en el Instituto Laurens.
Como parte del reconocimiento a su labor, en 1949 el Departamento de Trabajo de Estados Unidos la invitó al congreso The Woman Leader’s Program, para conocer programas educativos, sociales y económicos que desarrollaban diversas organizaciones conformadas por mujeres estadounidenses. Fue invitada a la residencia de Eleanor Roosvelt en Nueva York, donde se llevó a cabo una cena conmemorativa.
Fungió también como periodista en National Geographic con artículos sobre México y en Etude, donde se publicaban piezas enfocadas en la música. No recibía paga por sus publicaciones. También daba conferencias ocasionalmente y realizaba traducciones del inglés para el Casino de Monterrey. Estas intervenciones tampoco eran pagadas, sino que recibía ramos de flores o cajas de chocolates.
Recorrió Europa durante tres meses cuando tenía 72 años. Estas memorias quedaron plasmadas en su diario titulado Memorias de un viaje a Europa, publicado en 1989.

## Club Femenino de Monterrey
El 28 de enero de 1922, junto con Aida Westrup, fundaron el Club Femenino de Monterrey. En sus inicios su objetivo era mejorar la juventud regia desde los ámbitos: físico, intelectual y moral. Además, buscaban higienizar la ciudad desde las tareas públicas que se los permitían.
Una de sus primeras campañas estuvo enfocada en combatir el problema de higiene de la época: las moscas. El Club consiguió que negocios y hogares instalaran tela en puertas y ventanas. Por otro lado, exigieron que los dueños de cantinas no dejaran entrar a menores de edad a los establecimientos. El gobernador en turno envió un proyecto al Congreso del Estado para promulgar una ley, la cual sigue vigente actualmente.
Impulsaron la educación de personas con discapacidad auditiva y visual. Otra de sus acciones fue crear la Escuela para Ciegos.